# Ринкијуза (Казерта)
Ринкијуза је насеље у Италији у округу Казерта, региону Кампанија.
Према процени из 2011. у насељу је живело 78 становника. Насеље се налази на надморској висини од 41 м.